# 新富町 (臺北市)
新富町為臺灣日治時期臺北市之行政區，共分一～五丁目，約略在龍山寺的東方，為台北老街道之一，轄域內有萬華車站。戰後分屬龍山區、雙園區，其範圍包含今臺北市萬華區的廣州街，康定路，和平西路等區域。

## 町內設施
- 公社新富町市場（三丁目，現新富市場）
- 天台宗修驗道布教所（四丁目）
- 萬華驛（五丁目，現萬華車站）